# Бабск (Лодзко войводство)
Бабск (на полски: Babsk) е село в Централна Полша, Лодзко войводство, Равски окръг, община Бяла Равска. Разположено е между градовете Рава Мазовска и Скерневице, на надморска височина от 150 м. По данни от 2005 година има около 690 жители.

## Личности
Починали
- Гаетано Ширеа (1953 – 1989), италиански футболист